# Горня Крашичевиця
45°28′ пн. ш. 14°41′ сх. д. / 45.46° пн. ш. 14.69° сх. д.
Горня Крашичевиця (хорв. Gornja Krašićevica) — населений пункт у Хорватії, у Приморсько-Горанській жупанії у складі міста Делниці.

## Населення
Населення за даними перепису 2011 року становило 2 осіб.
Динаміка чисельності населення поселення:

## Клімат
Середня річна температура становить 7,05 °C, середня максимальна – 19,66 °C, а середня мінімальна – -6,03 °C. Середня річна кількість опадів – 1550 мм.
| Клімат поселення                              | Клімат поселення | Клімат поселення | Клімат поселення | Клімат поселення | Клімат поселення | Клімат поселення | Клімат поселення | Клімат поселення | Клімат поселення | Клімат поселення | Клімат поселення | Клімат поселення | Клімат поселення |
| Показник                                      | Січ.             | Лют.             | Бер.             | Квіт.            | Трав.            | Черв.            | Лип.             | Серп.            | Вер.             | Жовт.            | Лист.            | Груд.            |                  |
| Середній максимум, °C                         | 3,38             | 3,79             | 6,34             | 10,21            | 14,82            | 18,67            | 19,66            | 19,64            | 15,96            | 11,74            | 6,62             | 2,88             |                  |
| Середня температура, °C                       | −1,34            | −0,91            | 1,64             | 5,50             | 10,10            | 13,97            | 16,19            | 16,16            | 12,47            | 8,25             | 3,12             | −0,6             |                  |
| Середній мінімум, °C                          | −6,03            | −5,61            | −3,07            | 0,79             | 5,40             | 9,27             | 12,72            | 12,68            | 8,99             | 4,77             | −0,33            | −4,08            |                  |
| Норма опадів, мм                              | 98               | 97               | 117              | 133              | 117              | 140              | 103              | 121              | 140              | 168              | 180              | 136              |                  |
| Середньомісячна швидкість вітру, м/с          | 3.03             | 3.22             | 3.29             | 3.06             | 2.84             | 2.70             | 2.54             | 2.62             | 2.68             | 2.97             | 3.23             | 3.26             |                  |
| Середньомісячна сонячна радіація, кДж/м²·день | 4296             | 7109             | 10263            | 14505            | 18526            | 19918            | 21363            | 17907            | 13326            | 8802             | 4649             | 3567             |                  |
| --------------------------------------------- | ---------------- | ---------------- | ---------------- | ---------------- | ---------------- | ---------------- | ---------------- | ---------------- | ---------------- | ---------------- | ---------------- | ---------------- | ---------------- |
| Джерело:                                      |                  |                  |                  |                  |                  |                  |                  |                  |                  |                  |                  |                  |                  |